# Verdrag van Aken (2019)
Het Verdrag van Aken (Frans: traité d’Aix-la-Chapelle; Duits: Vertrag von Aachen) is een verdrag tussen Duitsland en Frankrijk dat in de Duitse stad Aken werd ondertekend op 22 januari 2019 en dat de verzoening en samenwerking tussen beide landen verder bestendigt.

## Geschiedenis
De eerste belangrijke bevestiging van de verzoening en de gegroeide vriendschap tussen de beide erfvijanden, was het Élysée-verdrag van 1963, ondertekend door de Franse president Charles de Gaulle en de West-Duitse kanselier Konrad Adenauer.
Op 22 januari 2019 ondertekenden de Franse president Emmanuel Macron en de Duitse kanselier Angela Merkel in Aken het "Verdrag voor samenwerking en integratie" (in het Frans traité de coopération et d'intégration franco-allemand, ook wel het "Verdrag van Aken" (traité d’Aix-la-Chapelle) genoemd), waarmee het Élysée-verdrag werd geactualiseerd en uitgebreid. De plechtige ondertekening werd bijgewoond door personaliteiten uit beide landen evenals door Donald Tusk, voorzitter van de Europese Raad, en door Jean-Claude Juncker, voorzitter van de Europese Commissie. 

## Inhoud
Het verdrag is onderverdeeld in zeven hoofdstukken:
- Europese zaken (Hoofdstuk I, artikels 1 en 2);
- vrede, veiligheid en ontwikkeling (Hoofdstuk II, artikels 3 tot 8);
- onderzoek, mobiliteit (Hoofdstuk III, artikels 9 tot 12);
- regionale en grensoverschrijdende samenwerking (Hoofdstuk IV, artikels 13 tot 17);
- duurzame ontwikkeling, klimaat, omgeving, economie (Hoofdstuk V, artikels 18 tot 22);
- organisatie van de genomen beslissingen (Hoofdstuk VI, artikels 23 tot 26);
- en slotbeschikkingen (Hoofdstuk VII, artikels 27 en 28).

## Kritiek
Het verdrag werd in sommige Europese kringen kritisch bekeken. Het werd ook door zowel Franse als Duitse politieke critici bestempeld als een "uitverkoop van de soevereiniteit", op basis van berichten die in de pers werden weerlegd.

## Voetnoten
1. ↑  Verdrag van Aken lijkt op ondermijning Europa. Trouw (22 januari 2019).
2. ↑  Verdrag van Aken botst op ‘fake news'. De Tijd (22 januari 2019).